# Кубок світу з гірськолижного спорту 2010—2011
45-ий сезон Кубка світу з гірськолижного спорту розпочався 23 жовтня 2010 в Зельдені, Австрія, і завершиться  20 березня 2011 фіналом Кубка світу в Ленцерхайде, Швейцарія.
Як кожного непарного року в розкладі етапів буде перерва на чемпіонат світу з гірськолижного спорту, що проводиться раз у два роки. Чемпіонат світу з гірськолижного спорту 2011 відбудеться з 8 по 20 лютого 2011 у Гарміш-Партенкірхені, Баварія, Німеччина.

## Календар

### Легенда
| ШС | Швидкісний спуск          |
| СС | Супергігантський слалом   |
| ГС | Гігантський слалом        |
| СЛ | Слалом                    |
| П  | Паралельний               |
| ГК | Гірськолижна комбінація   |
| КЗ | Командні змагання збірних |

### Чоловіки
Розклад за джерелом.
| Дата          | Місце                          | Змагання                                | Перший                                                      | Другий                                                      | Третій                                                      | Детальніше                                                  |                                   |
| 24 жов 2010   | Зельден, Австрія               | ГС                                      | змагання відмінили після першого спуску через туман і вітер | змагання відмінили після першого спуску через туман і вітер | змагання відмінили після першого спуску через туман і вітер | змагання відмінили після першого спуску через туман і вітер |                                   |
| 14 лис 2010   | Леві, Фінляндія                | СЛ                                      | Жан-Батіст Ґранж                                            | Андре Мюрер                                                 | Івиця Костелич                                              |                                                             |                                   |
| 27 лис 2010   | Лейк-Луїз, Канада              | ШС                                      | Міхаель Вальхгофер                                          | Маріо Шейбер Аксель Лунд Свіндаль                           |                                                             |                                                             |                                   |
| 28 лис 2010   | Лейк-Луїз, Канада              | СС                                      | Тобіас Грюненфельдер                                        | Карло Янка                                                  | Ромед Бауманн                                               |                                                             |                                   |
| 3 гру 2010    | Бівер-Крік, США                | ШС                                      | змагання відмінили через сильний вітер                      | змагання відмінили через сильний вітер                      | змагання відмінили через сильний вітер                      | змагання відмінили через сильний вітер                      |                                   |
| 4 гру 2010    | Бівер-Крік, США                | СС                                      | Георг Штрайтбергер                                          | Адріан Тео                                                  | Дідьє Кюш                                                   |                                                             |                                   |
| 5 гру 2010    | Бівер-Крік, США                | ГС                                      | Тед Лігеті                                                  | К'єтіль Янсруд                                              | Марсель Гіршер                                              |                                                             |                                   |
| 11 гру 2010   | Валь-д'Ізер, Франція           | ГС                                      | Тед Лігеті                                                  | Аксель Лунд Свіндаль                                        | Массіміліано Блардоне                                       |                                                             |                                   |
| 12 гру 2010   | Валь-д'Ізер, Франція           | СЛ                                      | Марсель Гіршер                                              | Беньямін Райх                                               | Стів Міссілльє                                              |                                                             |                                   |
| 17 гру 2010   | Валь-Гардена, Італія           | СС                                      | Міхаель Вальхгофер                                          | Стефан Кепплер                                              | Ерік Ґей                                                    |                                                             |                                   |
| 18 гру 2010   | Валь-Гардена, Італія           | ШС                                      | Сільван Цурбрігген                                          | Ромед Бауманн                                               | Дідьє Кюш                                                   |                                                             |                                   |
| 19 гру 2010   | Альта-Бадія, Італія            | ГС                                      | Тед Лігеті                                                  | Сипрієн Рішар                                               | Тома Фанара                                                 |                                                             |                                   |
| 29 гру 2010   | Борміо, Італія                 | ШС                                      | Міхаель Вальхгофер                                          | Сільван Цурбрігген                                          | Крістоф Іннергофер                                          |                                                             |                                   |
| 2 січ 2011    | Мюнхен, Німеччина              | П                                       | Івиця Костелич                                              | Жульєн Лізеру                                               | Боде Міллер                                                 |                                                             |                                   |
| 6 січ 2011    | Загреб, Хорватія               | СЛ                                      | Андре Мюрер                                                 | Івиця Костелич                                              | Маттіас Гаргін                                              |                                                             |                                   |
| 8 січ 2011    | Адельбоден, Швейцарія          | ГС                                      | Сипрієн Рішар Аксель Лунд Свіндаль                          |                                                             | Тома Фанара                                                 |                                                             |                                   |
| 9 січ 2011    | Адельбоден, Швейцарія          | СЛ                                      | Івиця Костелич                                              | Марсель Гіршер                                              | Райнфрід Гербст                                             |                                                             |                                   |
| 14 Jan 2011   | Венген, Швейцарія              | ГК                                      | Івиця Костелич                                              | Карло Янка                                                  | Аксель Лунд Свіндаль                                        |                                                             |                                   |
| 15 січ 2011   | Венген, Швейцарія              | ШС                                      | Клаус Крелль                                                | Дідьє Кюш                                                   | Карло Янка                                                  |                                                             |                                   |
| 16 січ 2011   | Венген, Швейцарія              | СЛ                                      | Івиця Костелич                                              | Марсель Гіршер                                              | Жан-Батіст Ґранж                                            |                                                             |                                   |
| 21 січ 2011   | Кіцб'юель, Австрія             | СС                                      | Івиця Костелич                                              | Георг Штрайтбергер                                          | Аксель Лунд Свіндаль                                        |                                                             |                                   |
| 22 січ 2011   | Кіцб'юель, Австрія             | ШС                                      | Дідьє Кюш                                                   | Боде Міллер                                                 | Адріан Тео                                                  |                                                             |                                   |
| 23 січ 2011   | Кіцб'юель, Австрія             | СЛ                                      | Жан-Батіст Ґранж                                            | Івиця Костелич                                              | Джульяно Раццолі                                            |                                                             |                                   |
| 23 січ 2011   | Кіцб'юель, Австрія             | ГК                                      | Івиця Костелич                                              | Сільван Цурбрігген                                          | Ромед Бауманн                                               |                                                             |                                   |
| 25 січ 2011   | Шладмінг, Австрія              | СЛ                                      | Жан-Батіст Ґранж                                            | Андре Мюрер                                                 | Маттіас Гаргін                                              |                                                             |                                   |
| 29 січ 2011   | Шамоні, Франція                | ШС                                      | Дідьє Кюш                                                   | Домінік Паріс                                               | Клаус Крелль                                                |                                                             |                                   |
| 30 січ 2011   | Шамоні, Франція                | ГК                                      | Івиця Костелич                                              | Натко Зрнчич-Дім                                            | Аксель Лунд Свіндаль                                        |                                                             |                                   |
| 5 лют 2011    | Гінтерстодер, Австрія          | СС                                      | Ганнес Райхельт                                             | Беньямін Райх                                               | Боде Міллер                                                 |                                                             |                                   |
| 6 лют 2011    | Гінтерстодер, Австрія          | ГС                                      | Філіпп Шерґгофер                                            | К'єтіль Янсруд                                              | Карло Янка                                                  |                                                             |                                   |
| 8–20 лют 2011 | Гарміш-Партенкірхен, Німеччина | Чемпіонат світу з гірськолижного спорту | Чемпіонат світу з гірськолижного спорту                     | Чемпіонат світу з гірськолижного спорту                     | Чемпіонат світу з гірськолижного спорту                     |                                                             |                                   |
| 26 лют 2011   | Бансько, Болгарія              | ГК                                      | Крістоф Іннергофер                                          | Фелікс Нойройтер                                            | Тома Мермійо Блонден                                        |                                                             |                                   |
| 27 лют 2011   | Бансько, Болгарія              | СЛ                                      | Маріо Матт                                                  | Райнфрід Гербст                                             | Жан-Батіст Ґранж                                            |                                                             |                                   |
| 5 бер 2011    | Кранська Гора, Словенія        | ГС                                      | Карло Янка                                                  | Алексі Пентюро                                              | Тед Лігеті                                                  |                                                             |                                   |
| 6 бер 2011    | Кранська Гора, Словенія        | СЛ                                      | Маріо Матт                                                  | Нолан Каспер Аксель Бек                                     |                                                             |                                                             |                                   |
| 11 бер 2011   | Квітф'єлл, Норвегія            | ШС                                      | Беат Фез                                                    | Ерік Ґей                                                    | Міхаель Вальхгофер                                          |                                                             |                                   |
| 12 бер 2011   | Квітф'єлл, Норвегія            | ШС                                      | Міхаель Вальхгофер                                          | Клаус Крелль                                                | Беат Фез                                                    |                                                             |                                   |
| 13 бер 2011   | Квітф'єлл, Норвегія            | СС                                      | Дідьє Кюш                                                   | Клаус Крелль                                                | Йоахім Пухнер                                               |                                                             |                                   |
| 16 бер 2011   | Ленцергайде, Швейцарія         | ШС                                      | Адріан Тео                                                  | Йоахім Пухнер                                               | Аксель Лунд Свіндаль                                        |                                                             |                                   |
| 17 бер 2011   | Ленцергайде, Швейцарія         | СС                                      | відмінено черз дощ, не перенесено                           | відмінено черз дощ, не перенесено                           | відмінено черз дощ, не перенесено                           | відмінено черз дощ, не перенесено                           | відмінено черз дощ, не перенесено |
| 18 бер 2011   | Ленцергайде, Швейцарія         | ГС                                      | відмінено, не перенесено                                    | відмінено, не перенесено                                    | відмінено, не перенесено                                    | відмінено, не перенесено                                    | відмінено, не перенесено          |
| 19 бер 2011   | Ленцергайде, Швейцарія         | СЛ                                      | Джульяно Раццолі                                            | Маріо Матт                                                  | Фелікс Нойройтер                                            |                                                             |                                   |

### Жінки
Розклад за джерелом
| Дата          | Місце                          | Змагання                                | Перша                                                                                          | Друга                                                                                          | Третя                                                                                          | Детальніше                                                                                     |                                            |
| 23 жов 2010   | Зельден, Австрія               | ГС                                      | Вікторія Ребенсбург                                                                            | Катрін Гельцль                                                                                 | Мануела Мельґґ                                                                                 |                                                                                                |                                            |
| 13 лис 2010   | Леві, Фінляндія                | СЛ                                      | Марліс Шильд                                                                                   | Марія Ріш                                                                                      | Таня Поутяйнен                                                                                 |                                                                                                |                                            |
| 27 лис 2010   | Аспен, США                     | ГС                                      | Тесса Ворлі                                                                                    | Вікторія Ребенсбург                                                                            | Катрін Гельцль                                                                                 |                                                                                                |                                            |
| 28 лис 2010   | Аспен, США                     | СЛ                                      | Марія Пієтіле Голмнер                                                                          | Марія Ріш                                                                                      | Таня Поутяйнен                                                                                 |                                                                                                |                                            |
| 3 гру 2010    | Лейк-Луїз, Канада              | ШС                                      | Марія Ріш                                                                                      | Ліндсі Вонн                                                                                    | Елізабет Гергль                                                                                |                                                                                                |                                            |
| 4 гру 2010    | Лейк-Луїз, Канада              | ШС                                      | Марія Ріш                                                                                      | Ліндсі Вонн                                                                                    | Домінік Гізін                                                                                  |                                                                                                |                                            |
| 5 гру 2010    | Лейк-Луїз, Канада              | СС                                      | Ліндсі Вонн                                                                                    | Марія Ріш                                                                                      | Джулія Манкузо                                                                                 |                                                                                                |                                            |
| 11 гру 2010   | Санкт-Моріц, Швейцарія         | СС                                      | змагання відмінили через сильний вітер під час 1 спуску; перенесено на 17 грудня у Валь-д'Ізер | змагання відмінили через сильний вітер під час 1 спуску; перенесено на 17 грудня у Валь-д'Ізер | змагання відмінили через сильний вітер під час 1 спуску; перенесено на 17 грудня у Валь-д'Ізер | змагання відмінили через сильний вітер під час 1 спуску; перенесено на 17 грудня у Валь-д'Ізер |                                            |
| 12 гру 2010   | Санкт-Моріц, Швейцарія         | ГС                                      | Тесса Ворлі                                                                                    | Таня Поутяйнен                                                                                 | Тіна Мазе                                                                                      |                                                                                                |                                            |
| 17 гру 2010   | Валь-д'Ізер, Франція           | СГ                                      | відмінено черз сильний снігопад                                                                | відмінено черз сильний снігопад                                                                | відмінено черз сильний снігопад                                                                | відмінено черз сильний снігопад                                                                |                                            |
| 18 гру 2010   | Валь-д'Ізер, Франція           | ШС                                      | Ліндсі Вонн                                                                                    | Надя Камер                                                                                     | Лара Ґут                                                                                       |                                                                                                |                                            |
| 19 гру 2010   | Валь-д'Ізер, Франція           | ГК                                      | Ліндсі Вонн                                                                                    | Елізабет Гергль                                                                                | Ніколь Госп                                                                                    |                                                                                                |                                            |
| 21 гру 2010   | Куршевель, Франція             | СЛ                                      | Марліс Шильд                                                                                   | Таня Поутяйнен                                                                                 | Тіна Мазе                                                                                      |                                                                                                |                                            |
| 28 гру 2010   | Семмерінг, Австрія             | ГС                                      | Тесса Ворлі                                                                                    | Марія Ріш                                                                                      | Катрін Гельцль                                                                                 |                                                                                                |                                            |
| 29 гру 2010   | Семмерінг, Австрія             | СЛ                                      | Марліс Шильд                                                                                   | Марія Ріш                                                                                      | Крістіна Ґейгер                                                                                |                                                                                                |                                            |
| 2 січ 2011    | Мюнхен, Німеччина              | П                                       | Марія Пієтіле Гольмнер                                                                         | Тіна Мазе                                                                                      | Елізабет Гергль                                                                                |                                                                                                |                                            |
| 4 січ 2011    | Загреб, Хорватія               | СЛ                                      | Марліс Шильд                                                                                   | Марія Ріш                                                                                      | Мануела Мельґґ                                                                                 |                                                                                                |                                            |
| 8 січ 2011    | Цаухензее, Австрія             | ШС                                      | Ліндсі Вонн                                                                                    | Аня Персон                                                                                     | Анна Феннінґер                                                                                 |                                                                                                |                                            |
| 9 січ 2011    | Цаухензее, Австрія             | СС                                      | Лара Ґут                                                                                       | Ліндсі Вонн                                                                                    | Домінік Гізін                                                                                  |                                                                                                |                                            |
| 11 січ 2011   | Флахау, Австрія                | СЛ                                      | Марія Ріш Таня Поутяйнен                                                                       |                                                                                                | Настасія Ноан                                                                                  |                                                                                                |                                            |
| 15 січ 2011   | Марібор, Словенія              | ГС                                      | відмінена всередині пергого спуску через теплу погоду                                          | відмінена всередині пергого спуску через теплу погоду                                          | відмінена всередині пергого спуску через теплу погоду                                          | відмінена всередині пергого спуску через теплу погоду                                          |                                            |
| 16 січ 2011   | Марібор, Словенія              | СЛ                                      | відмінено через теплу погоду                                                                   | відмінено через теплу погоду                                                                   | відмінено через теплу погоду                                                                   | відмінено через теплу погоду                                                                   |                                            |
| 22 січ 2011   | Кортіна д'Ампеццо, Італія      | СС                                      | Ліндсі Вонн                                                                                    | Аня Персон                                                                                     | Анна Феннінґер                                                                                 |                                                                                                |                                            |
| 23 січ 2011   | Кортіна д'Ампеццо, Італія      | ШС                                      | Марія Ріш                                                                                      | Джулія Манкузо                                                                                 | Ліндсі Вонн                                                                                    |                                                                                                |                                            |
| 23 січ 2011   | Кортіна д'Ампеццо, Італія      | СС                                      | Ліндсі Вонн                                                                                    | Марія Ріш                                                                                      | Лара Ґут                                                                                       |                                                                                                |                                            |
| 29 січ 2011   | Сестрієре, Італія              | ШС                                      | відмінено через туман, перенесено на 30 січня                                                  | відмінено через туман, перенесено на 30 січня                                                  | відмінено через туман, перенесено на 30 січня                                                  | відмінено через туман, перенесено на 30 січня                                                  |                                            |
| 30 січ 2011   | Сестрієре, Італія              | ШС                                      | відмінено через снігопад                                                                       | відмінено через снігопад                                                                       | відмінено через снігопад                                                                       | відмінено через снігопад                                                                       |                                            |
| 31 січ 2011   | Сестрієре, Італія              | ГК                                      | відмінено через снігопад                                                                       | відмінено через снігопад                                                                       | відмінено через снігопад                                                                       | відмінено через снігопад                                                                       |                                            |
| 4 лют 2011    | Арбер-Цвізель, Німеччина       | СЛ                                      | Марліс Шильд                                                                                   | Вероніка Зузулова                                                                              | Таня Поутяйнен                                                                                 |                                                                                                |                                            |
| 5 лют 2011    | Арбер-Цвізель, Німеччина       | ГС                                      | відмінено через сильний вітер і погану видимість; перенесено на 6 лютого                       | відмінено через сильний вітер і погану видимість; перенесено на 6 лютого                       | відмінено через сильний вітер і погану видимість; перенесено на 6 лютого                       | відмінено через сильний вітер і погану видимість; перенесено на 6 лютого                       |                                            |
| 6 лют 2011    | Арбер-Цвізель, Німеччина       | ГС                                      | Вікторія Ребенсбург                                                                            | Федеріка Бріньоне                                                                              | Катрін Цеттель                                                                                 |                                                                                                |                                            |
| 8–20 Feb 2011 | Гарміш-Партенкірхен, Німеччина | Чемпіонат світу з гірськолижного спорту | Чемпіонат світу з гірськолижного спорту                                                        | Чемпіонат світу з гірськолижного спорту                                                        | Чемпіонат світу з гірськолижного спорту                                                        |                                                                                                |                                            |
| 25 лют 2011   | Оре, Швеція                    | ГК                                      | Марія Ріш                                                                                      | Тіна Мазе                                                                                      | Елізабет Гергль                                                                                |                                                                                                |                                            |
| 26 лют 2011   | Оре, Швеція                    | ШС                                      | Ліндсі Вонн                                                                                    | Тіна Мазе                                                                                      | Марія Ріш                                                                                      |                                                                                                |                                            |
| 27 лют 2011   | Оре, Швеція                    | СС                                      | Марія Ріш                                                                                      | Ліндсі Вонн                                                                                    | Джулія Манкузо                                                                                 |                                                                                                |                                            |
| 4 бер 2011    | Тарвізіо, Італія               | СК                                      | Тіна Мазе                                                                                      | Ліндсі Вонн                                                                                    | Марія Ріш                                                                                      |                                                                                                |                                            |
| 5 бер 2011    | Тарвізіо, Італія               | ШС                                      | Аня Персон                                                                                     | Ліндсі Вонн                                                                                    | Елізабет Гергль                                                                                |                                                                                                |                                            |
| 6 бер 2011    | Тарвізіо, Італія               | СС                                      | Ліндсі Вонн                                                                                    | Джулія Манкузо                                                                                 | Марія Ріш                                                                                      |                                                                                                |                                            |
| 11 бер 2011   | Шпіндерів Млин, Чехія          | ГС                                      | Вікторія Ребенсбург                                                                            | Деніз Карбон                                                                                   | Ліндсі Вонн                                                                                    |                                                                                                |                                            |
| 12 бер 2011   | Шпіндерів Млин, Чехія          | СЛ                                      | Марліс Шильд                                                                                   | Катрін Цеттель                                                                                 | Тіна Мазе                                                                                      |                                                                                                |                                            |
| 16 бер 2011   | Ленцергайде, Швейцарія         | ШС                                      | Джулія Манкузо                                                                                 | Лара Ґут                                                                                       | Елізабет Гергль                                                                                |                                                                                                |                                            |
| 17 бер 2011   | Ленцергайде, Швейцарія         | СС                                      | відмінено черз дощ, не перенесено                                                              | відмінено черз дощ, не перенесено                                                              | відмінено черз дощ, не перенесено                                                              | відмінено черз дощ, не перенесено                                                              | відмінено черз дощ, не перенесено          |
| 18 бер 2011   | Ленцергайде, Швейцарія         | СЛ                                      | Тіна Мазе                                                                                      | Марліс Шильд                                                                                   | Вероніка Зузулова                                                                              |                                                                                                |                                            |
| 19 бер 2011   | Ленцергайде, Швейцарія         | ГС                                      | відмінено через погану погоду без переносу                                                     | відмінено через погану погоду без переносу                                                     | відмінено через погану погоду без переносу                                                     | відмінено через погану погоду без переносу                                                     | відмінено через погану погоду без переносу |

### Командне змагання
| Дата        | Місце                  | Змагання | Перша                                                                                           | Друга                                                                                                  | Третя | Детальніше |
| 20 бер 2011 | Ленцергайде, Швейцарія | КЗ       | Німеччина Вікторія Ребенсбург Марія Ріш Зузанне Ріш Фріц Допфер Стефан Кепплер Фелікс Нойройтер | Італія Федеріка Бріньоне Джулія Джанесіні Деніз Карбон Кристіан Девіль Манфред Мельґґ Джульяно Раццолі | Австрія Анна Феннінґер Елізабет Гергль Міхаела Кірхґассер Ромед Бауманн Ганнес Райхельт Філіпп Шерґгофер |            |

## Таблиці: Чоловіки
| Міс. |                      | Очки |
| ---- | -------------------- | ---- |
| 1.   | Івиця Костелич       | 1356 |
| 2.   | Дідьє Кюш            | 956  |
| 3.   | Карло Янка           | 793  |
| 4.   | Аксель Лунд Свіндаль | 789  |
| 5.   | Міхаель Вальхгофер   | 727  |

| Міс |                    | Очки |
| --- | ------------------ | ---- |
| 1.  | Дідьє Кюш          | 510  |
| 2.  | Міхаель Вальхгофер | 498  |
| 3.  | Клаус Крелль       | 411  |
| 4.  | Сільван Цурбрігген | 305  |
| 5.  | Ромед Бауманн      | 269  |

| Міс. |                    | Очки |
| ---- | ------------------ | ---- |
| 1.   | Дідьє Кюш          | 291  |
| 2.   | Георг Штрайтбергер | 227  |
| 3.   | Івиця Костелич     | 223  |
| 4.   | Міхаель Вальхгофер | 214  |
| 5.   | Ганнес Райхельт    | 207  |

| Міс. |                      | Очки |
| ---- | -------------------- | ---- |
| 1.   | Тед Лігеті           | 383  |
| 2.   | Аксель Лунд Свіндаль | 306  |
| 3.   | Сипрієн Рішар        | 303  |
| 4.   | К'єтіль Янсруд       | 240  |
| 5.   | Карло Янка           | 235  |

| Міс. |                  | Очки |
| ---- | ---------------- | ---- |
| 1.   | Івиця Костелич   | 478  |
| 2.   | Жан-Батіст Ґранж | 442  |
| 3.   | Андре Мюрер      | 423  |
| 4.   | Маріо Матт       | 407  |
| 5.   | Марсель Гіршер   | 326  |

| Міс. |                      | Очки |
| ---- | -------------------- | ---- |
| 1.   | Івиця Костелич       | 345  |
| 2.   | Крістоф Іннергофер   | 219  |
| 3.   | К'єтіль Янсруд       | 145  |
| 4.   | Сільван Цурбрігген   | 143  |
| 5.   | Аксель Лунд Свіндаль | 120  |

## Таблиці: Жінки
| Міс |                 | Очки |
| --- | --------------- | ---- |
| 1.  | Марія Ріш       | 1728 |
| 2.  | Ліндсі Вонн     | 1725 |
| 3.  | Тіна Мазе       | 1139 |
| 4.  | Елізабет Гергль | 992  |
| 5.  | Джулія Манкузо  | 976  |

| Міс |                 | Очки |
| --- | --------------- | ---- |
| 1.  | Ліндсі Вонн     | 650  |
| 2.  | Марія Ріш       | 457  |
| 3.  | Джулія Манкузо  | 367  |
| 4.  | Елізабет Гергль | 333  |
| 5.  | Аня Персон      | 295  |

| Міс |                | Очки |
| --- | -------------- | ---- |
| 1.  | Ліндсі Вонн    | 560  |
| 2.  | Марія Ріш      | 389  |
| 3.  | Джулія Манкузо | 315  |
| 4.  | Лара Ґут       | 272  |
| 5.  | Аня Персон     | 182  |

| Міс |                     | Очки |
| --- | ------------------- | ---- |
| 1.  | Вікторія Ребенсбург | 435  |
| 2.  | Тесса Ворлі         | 358  |
| 3.  | Таня Поутяйнен      | 240  |
| 4.  | Елізабет Гергль     | 236  |
| 5.  | Федеріка Бріньоне   | 212  |

| Міс. |                        | Очки |
| ---- | ---------------------- | ---- |
| 1.   | Марліс Шильд           | 680  |
| 2.   | Таня Поутяйнен         | 511  |
| 3.   | Марія Ріш              | 470  |
| 4.   | Марія Пієтіле Гольмнер | 382  |
| 5.   | Вероніка Зузулова      | 362  |

| Міс |                 | Очки |
| --- | --------------- | ---- |
| 1.  | Ліндсі Вонн     | 220  |
| 2.  | Тіна Мазе       | 212  |
| 3.  | Марія Ріш       | 205  |
| 4.  | Елізабет Гергль | 185  |
| 5.  | Ніколь Госп     | 112  |

## Кубок націй
| Міс. |           | Очки  |
| ---- | --------- | ----- |
| 1.   | Австрія   | 10404 |
| 2.   | Швейцарія | 6376  |
| 3.   | Італія    | 5168  |
| 4.   | Франція   | 4999  |
| 5.   | США       | 4931  |

| Міс. |           | Очки |
| ---- | --------- | ---- |
| 1.   | Австрія   | 5684 |
| 2.   | Швейцарія | 4164 |
| 3.   | Італія    | 3036 |
| 4.   | Франція   | 3006 |
| 5.   | Швеція    | 1648 |

| Міс. |           | Очки |
| ---- | --------- | ---- |
| 1.   | Австрія   | 4720 |
| 2.   | Німеччина | 3480 |
| 3.   | США       | 3436 |
| 4.   | Швейцарія | 2212 |
| 5.   | Італія    | 2132 |

## Виноски
1. ↑  fis-ski.com [Архівовано 25 травня 2012 у Archive.is] - Alpine Skiing - FIS World Cup - accessed 2010-10-30
2. ↑  FIS: Alpine World Cup 2011 men's schedule. Архів оригіналу за 22 жовтня 2012. Процитовано 27 листопада 2010.
3. ↑  Soelden: Men's race canceled due to fog. FIS Alpine Ski World Cup. Fédération Internationale de Ski. 24 жовтня 2010. Архів оригіналу за 27 жовтня 2010. Процитовано 26 жовтня 2010. A thick fog settled onto the Rettenbach glacier in Soelden following the first run of the race Sunday and officials determined that visibility was too poor to go through with the second run. Thus, the race was canceled and will not be rescheduled.
4. 1 2  Final super G races canceled in Lenzerheide. FIS Alpine Ski World Cup. Fédération Internationale de Ski. 17 березня 2011. Архів оригіналу за 18 березня 2011. Процитовано 17 березня 2011. Because there are race events planned every day through Sunday at World Cup Finals in Lenzerheide, the super G races will not be rescheduled and the globes will be given to athletes currently leading the standings.
5. ↑  FIS: Alpine World Cup 2011 ladies' schedule. Архів оригіналу за 22 жовтня 2012. Процитовано 27 листопада 2010.
6. ↑  Cancelled Super-G from St. Moritz (SUI) will be replaced in Val d'Isère (FRA). FIS Alpine Ski World Cup. Fédération Internationale de Ski. 11 грудня 2010. Архів оригіналу за 3 березня 2012. Процитовано 11 грудня 2010. The cancelled Ladies' SG from St. Moritz will be replaced in Val d'Isère on Friday, 17.12.2010.
7. ↑  Cancelled Ladies Downhill in Sestriere (ITA) rescheduled for tomorrow Sunday, 30.01.2011. fis-ski.com. Fédération Internationale de Ski. 29 січня 2011. Архів оригіналу за 22 жовтня 2012. Процитовано 29 січня 2011.
8. ↑  Arber-Zwiesel GS canceled due to weather; rescheduled Sunday. FIS Alpine Ski World Cup. Fédération Internationale de Ski. 5 лютого 2011. Архів оригіналу за 9 лютого 2011. Процитовано 5 лютого 2011.
9. ↑  Final ladies GS in Lenzerheide canceled; men's slalom delayed. FIS Alpine Ski World Cup. Fédération Internationale de Ski. 19 березня 2011. Архів оригіналу за 21 березня 2011. Процитовано 19 березня 2011. Per FIS rules, canceled races at World Cup Finals will not be rescheduled. This is because in a case such as that in Lenzerheide, in which weather conditions force the cancelation of more than one race, there are no reserve days to ensure that all canceled races will be rescheduled and officials point out that it would be unfair to reschedule one race and not another.